# Экономика Сальвадора
Сальвадор — преимущественно аграрная страна.
По состоянию на 2000—2001 гг. Сальвадор являлся одной из беднейших стран Латинской Америки (в нищете проживало 75 % населения), валовой внутренний продукт (ВВП) страны составлял 11,8 млрд долларов США (1900 $ на душу населения), объём внешнего долга — 4,0 млрд долларов. По состоянию на 2007 год, ВВП составлял 35,97 млрд долларов США (в пересчёте на душу населения — 5200 долларов на человека). 
Объём внешней задолженности составлял 8,84 млрд долларов (32 % ВВП).

## История
С начала XVII века основой экономики стало земледелие, главным образом ориентированное на экспорт производство индиго и какао. При этом в колониальный период развитие экономики искусственно сдерживалось Испанией.
В 1870-е годы началось развитие капиталистических отношений и проникновение в страну иностранного капитала, в это же время начинается строительство железных дорог и внедрение культуры кофе, вскоре ставшего главной статьёй экспорта и основой экономики страны.
В конце XIX в. и вплоть до 1914 года лидирующие позиции в экономике Сальвадора занимала Англия и в меньшей степени — другие европейские державы (Германия и Франция), влияние США было существенно меньше.
В этот же период, в конце XIX — начале XX века формируется правящая олигархия «кофейных баронов» (14 семей «кофетелерос»), в значительной степени контролировавших экономическую и политическую жизнь страны.
Во время правления Карлоса Эсета (1890-е годы) были проведены ограниченные реформы, направленные на укрепление и развитие экономики страны и некоторые социальные гарантии, регламентировавшие труд крестьян, позволившие улучшить условия их жизни (в частности, определены размеры дневной отработки для издольщиков — «урок» размером 10 локтей на 10 пядей; для землевладельцев было введено обязательство ежедневно кормить батраков на полевых работах).

### Экономика Сальвадора в 1900—1945 гг.
Во время правления генерала Фернандо Фигероа (1907—1911) реформы были частично свёрнуты (в частности, оплата за «урок» была уменьшена с пять раз, с 1 колона до 18 сентаво), однако после неурожая и войны с Гондурасом в 1907 году финансы пришли в расстройство, и в 1910-е годы объём внешнего долга страны составил 20 млн долларов.
После начала Первой мировой войны влияние европейского капитала на экономику Сальвадора существенно уменьшилось, а влияние США — напротив, начало всё более возрастать. В частности, США предоставило президенту Х. Мелендесу заём в размере 16 млн долларов, что позволило выплатить внешний долг Англии, покрыть часть внутреннего долга и закрепить экономическую зависимость Сальвадора от правительства и кредитно-финансовых институтов США.
Мировой экономический кризис 1929—1933 годов тяжело отразился на экономике Сальвадора: цены на кофе, дававший в то время 90 % экспортной продукции страны, упали в 3,6 раза — с 44 до 12 колонов за кинталь («стандартный мешок», 46 кг). В результате, разорились многие предприниматели и производители, безработица стала массовой, повсеместно снизилась заработная плата (для государственных гражданских служащих — на 30 % к 1932 году), но и её выплачивали не своевременно и не полностью. При этом, на всей территории страны имел место стремительный рост общеуголовной преступности. В таких условиях в январе 1932 года произошло массовое восстание крестьян, жестоко подавленное правительственными силами.
До начала Второй мировой войны существенные позиции в экономике Сальвадора занимали английские и германские капиталы. Так, генеральный консул Германии в Сальвадоре возглавлял «Ипотечный банк» страны. В 1938 году объём английских инвестиций в экономику Сальвадора составил 1,1 млн фунтов стерлингов, однако в дальнейшем приток денежных средств практически прекратился и основным источником финансирования являлись реинвестиции.
В течение Второй мировой войны, с 1939 по 1945 годы США стали единственным поставщиком промышленных изделий и горючего для Сальвадора, а также основным рынком сбыта продукции национальной экономики. После окончания Второй мировой войны второй (после кофе) важной экспортной культурой в стране становится хлопчатник.

### После окончания Второй мировой войны
В 1950 году 63 % самодеятельного населения было занято в сельском хозяйстве и 12 % - в промышленности.
В период правления О. Осорио (1950—1956) активизировалось городское строительство, в этот период были построены первая гидроэлектростанция, «золотой мост» через реку Лемпа, открыты несколько новых школ.
Правительства О. Осорио и Х. М. Лемуса (1956—1960) проводили политику усиленного привлечения в страну иностранного капитала и заключили с США ряд соглашений о финансовой и технической помощи.
В 1960 году Сальвадор, Гватемала, Гондурас, Коста-Рика и Никарагуа подписали соглашение о создании организации «Центральноамериканский общий рынок» с целью ускорить экономическое развитие путём объединения материальных и финансовых ресурсов, устранения торгово-таможенных ограничений и координации экономической политики.
Однако обстановку в экономике существенно осложнил экономический кризис конца 1950-х — начала 1960-х годов, связанный с падением мировых цен на кофе.
В 1960-е годы правительства генерала Х. А. Ривера (1962—1967) и Ф. Санчеса Эрнандеса (1967—1972) заключили новые соглашения об экономической помощи и займах.
После войны с Гондурасом в 1969 году обстановка в экономике существенно осложнилась: ценой военной победы стало ухудшение дипломатических отношений с соседними странами, разрыв многих сложившихся хозяйственных связей и необходимость репатриации на своей территории значительного количества беженцев.
29 июля 1969 Организация американских государств ввела экономические санкции против Сальвадора.

### Перед началом гражданской войны (1970—1979)
По состоянию на 1971 год, Сальвадор являлся экономически слаборазвитой аграрной страной, специализировавшейся в основном на производстве экспортных сельскохозяйственных культур. При этом, в сельском хозяйстве были широко распространены различные формы аренды и полуфеодальной эксплуатации (отработки, издольщина…), при остром «земельном голоде» 59 % всей обрабатываемой земли принадлежало 2,5 % крупнейших хозяйств размером свыше 50 га. Важные позиции в экономике занимал иностранный капитал (главным образом, США).
В 1972 году валовой национальный продукт составлял 2890 млн колонов, в 1977 году — 3378 млн колонов. Основой экономики являлось сельское хозяйство (26 % ВНП) и связанные с ним лесозаготовки и лесные промыслы (сбор смолы «перуанский бальзам»), а также торговля и сфера услуг (22 % ВНП), в меньшей степени промышленность (19 % ВНП), связь и транспорт (5 % ВНП), строительство (3 %).
В 1970-е годы монокультурное сельскохозяйственное производство обеспечивало 90 % доходов от экспорта, основным товаром по-прежнему являлся кофе (140 тыс. га посевных площадей, ежегодный валовой сбор 140—143 тыс. тонн, 40-41 % от объёма экспорта в денежном выражении), в меньшей степени хлопчатник (70 тыс. га посевных площадей, ежегодный валовой сбор 67-81 тыс.т., 25 % от объёма экспорта), сахар (6 %) и креветки (2 %). Для внутреннего употребления выращивали кукурузу, сорго, фасоль, сахарный тростник, рис, фрукты и овощи, какао, табак, индиго, хенекен. Тем не менее, недостаток продовольствия вынуждал приобретать за границей фасоль, маис, овощи и другие продукты питания.
Промышленность была представлена главным образом предприятиями по переработке сельскохозяйственного сырья; предприятиями пищевой, текстильной и швейной промышленности. Несмотря на то, что доля городского населения составляла 40,2 %, численность рабочего класса была сравнительно невелика: 140 тыс. фабрично-заводских и 82 тыс. сельских наёмных рабочих.
В октябре 1974 года правительством был принят закон «о стимулировании экспорта», а также объявлено о создании «зоны свободной торговли» в Сан Бартоло, неподалёку от международного аэропорта Илопанго.
К 1976 году 100 тыс. крестьян были безземельными. В 1979 году уровень безработицы в стране достиг 40 % населения.

### В период гражданской войны (1980—1992)
Продолжительная гражданская война нанесла значительный ущерб экономике Сальвадора: в ходе боевых действий и диверсий ФНОФМ были разрушены и повреждены многие объекты промышленности, социальной и транспортной инфраструктуры («практически каждый мост в стране был взорван по крайней мере однажды»).
В 1979—1982 годы ВВП сократился на 22,3 % а в расчёте на душу населения — с 820 долларов (в 1978 году) до 620 долларов (в 1982 году) [в постоянных ценах 1980 года].
В 1980—1984 годы объём экспорта промышленной продукции сократился на 20 %, к 1984 году производственные мощности промышленности Сальвадора использовались лишь на 52 %.
В 1985 году военные расходы составляли 373 млн долларов США (4,4% ВВП страны). Внешний долг страны к 1985 году достиг 1900 млн долларов США, на обслуживание задолженности расходовалось около половины экспортной выручки.
В январе 1986 года правительство Сальвадора ввело "политику жёсткой экономии" (уже в феврале 1986 года вызвавшую массовые демонстрации протеста). В течение 1986 года основой экономики по-прежнему являлось сельское хозяйство (18 % ВНП), здесь было занято 40 % самодеятельного населения и оно приносило свыше 80 % валютной выручки. Увеличилось значение сферы услуг и торговли (54 % ВНП), уменьшилось — обрабатывающей промышленности (15 % ВНП), транспорта и связи (4 % ВНП).
В 1986 году уровень полной и частичной безработицы достиг 40 % самодеятельного населения; 68,1 % населения жило в бедности, в том числе 50,6 % имело доходы, недостаточные для обеспечения минимально необходимого питания.
Мощное землетрясение 10 октября 1986 года, ставшее причиной серьёзных разрушений в Сан-Сальвадоре (по официальным данным, 890 человек погибли, 10 тыс. были ранены и около 200 тыс. остались без жилья), причинило значительный ущерб экономике страны.
В ноябре 1987 года конгресс США отметил, что объём помощи США правительству Сальвадора превышает размеры бюджета страны.

### После гражданской войны (с 1992 года)
В начале 1990-х годов, непосредственно после окончания гражданской войны уровень безработицы в стране достигал 60 % экономически активного населения, многие предприятия были разрушены или не функционировали.
По состоянию на 1992 год, ВВП страны составлял 5 млрд долларов США, 25 % ВВП и 80 % валютных поступлений обеспечивало сельское хозяйство, в котором было занято свыше 40 % экономически активного населения. По уровню доходов 73 % населения находились ниже уровня бедности.
В 1992 году правительство начало неолиберальные реформы. Были сокращены государственные расходы, в 1993 году — президентом Альфредо Кристиани с «ближним кругом» своих сторонников и приближённых, получившими название «апостолы» (The Apostles) были вновь приватизированы банки (национализированные ещё в 1980 году) и ряд предприятий.
В 1998 году наводнение и ураган «Митч» нанесли значительный ущерб экономике страны.
В октябре 2000 года Сальвадор подписал с США соглашение о торгово-экономическом сотрудничестве (The Caribbean Basin Trade Partnership Act, CBTPA).
По состоянию на 2000—2001 гг. Сальвадор являлся одной из беднейших стран Латинской Америки (в нищете проживало 75 % населения), ВВП страны составлял 11,8 млрд долларов США (1900 $ на душу населения), объём внешнего долга — 4,0 млрд долларов. Основой экономики по-прежнему оставалось сельское хозяйство (25 % ВВП), в котором было занято 40 % трудоспособного населения, при этом большая часть крестьян были безземельными. Основными экспортными товарами являлись кофе (45% валютных поступлений), сахарный тростник и сахар-сырец, хлопок и хлопчатник, бумага, креветки и одежда (одежда поставляется в основном в Гватемалу). Импортировались машины и оборудование, удобрения, а также потребительские товары и продукты питания (страна не обеспечивает себя продуктами питания).
С 2004 года собственной валюты Сальвадор не имеет, используется доллар США.
Весной 2006 года Сальвадор подписал новое торговое соглашение с США и странами Центральной Америки (CAFTA — Central America Free Trade Agreement).
9 июня 2021 года парламент Сальвадора принял закон, который разрешает использовать криптовалюту биткойн как законное платёжное средство, то есть продавцы обязаны принимать в качестве оплаты, возможно платить налоги биткойном и т. д.; Сальвадор стал первой страной, признавшей биткойн официальным платёжным средством. 7 сентября 2021 закон вступил в силу и все предприятия и организации обязаны принимать криптовалюту для оплаты товаров и услуг наряду с долларом США.
В дальнейшем, снижение стоимости биткойна (в период с 6 сентября 2021 до 14 ноября 2022 - на 67%) осложнило положение в экономике страны. До 14 мая 2024 года Сальвадор закупил 5750 биткоинов (по оценке правительства Сальвадора, их стоимость в этот момент составляла около 350 млн. долларов - однако эта оценка основывалась на текущей цене биткойна в розницу, и с учетом возможности колебания цен на криптовалюту хранение денежных средств в биткойнах является рискованным решением).
3 апреля 2025 года президент США Дональд Трамп ввёл тарифы против 185 стран мира (в том числе, против Сальвадора). Таможенные пошлины на товары из Сальвадора были повышены на 10%.

## Сельское хозяйство
В сельском хозяйстве занято 30 % трудоспособного населения и оно даёт 12 % ВВП. Главной экспортной статьёй по-прежнему является кофе. Сахарный тростник выращивают как на плантациях, так и в мелких хозяйствах. Для внутреннего потребления выращивают кукурузу, рис и хенекен (сизаль).

## Промышленность
Промышленность значительно пострадала во время гражданской войны. Главные отрасли промышленности — пищевая, химическая и текстильная.
Сохраняется кустарное производство обуви, одежды и посуды.

## Энергетика
На гидроэлектростанциях вырабатывается около половины электроэнергии, остальное вырабатывается на ТЭС. 
В 2004 экспорт электроэнергии составил 95,5 млн кВт, 11,2 млн кВт было импортировано.
- установленная мощность электростанций: 1491 МВт (2010);
- производство электроэнергии: 37 млн кВт*ч (1944); 67 млн кВт*ч (1952)[3]; 1,75 млрд кВт*ч (1985)[30]; 5,293 млрд кВт (2004)

## Транспорт
Автодороги
- в 2010 году общая протяжённость автомобильных дорог составляла 6918 км (из них 3247 км составляли дороги с твёрдым покрытием);
- парк грузовых автомашин: 9 тыс. (1960), 12 тыс. (1965), 19 тыс. (1970), 27,8 тыс. (1974), 62,5 тыс. (1980)[31]

Железнодорожный транспорт — не функционирует
Аэропорты
- всего — 65
  - с твёрдым покрытием — 4
  - без твёрдого покрытия — 61

## Торговля
- Экспорт: 3,686 млрд долларов
- Статьи экспорта: кофе, сахар, креветки, электроэнергия
- Импорт: 7326 млрд долларов
- Статьи импорта: машины, топливо, продовольствие